# Темая
Темая (рум. Tămaia) — село у повіті Марамуреш в Румунії. Входить до складу комуни Феркаша.
Село розташоване на відстані 409 км на північний захід від Бухареста, 18 км на південний захід від Бая-Маре, 92 км на північ від Клуж-Напоки.

## Населення
За даними перепису населення 2002 року у селі проживали 997 осіб, з них 995 осіб (99,8%) румунів. Рідною мовою 996 осіб (99,9%) назвали румунську.